# محمد حسن عين أفشار
محمد حسن عين أفشار (بالفارسية: محمدحسین عین‌افشار) هو لاعب كرة قدم إيراني في مركز حراسة المرمى، ولد في 4 أبريل 1982 في مشهد في إيران. لعب مع نادي مشكي بوشان.